# Hard Times for Lovers
Hard Times for Lovers è un album in studio della cantante statunitense Judy Collins, pubblicato nel 1979.

## Tracce
1. Hard Times for Lovers (Hugh Prestwood) – 3:56
2. Marie (Randy Newman) – 3:11
3. Happy End (Henry Gaffney) – 3:12
4. Desperado (Glenn Frey, Don Henley) – 3:34
5. I Remember Sky (Stephen Sondheim) – 4:00
6. Starmaker (Bruce Roberts, Carole Bayer Sager) – 4:28
7. Dorothy (Hugh Prestwood) – 4:37
8. I'll Never Say Goodbye (Theme from the Universal Picture The Promise) (Alan Bergman, Marilyn Bergman, David Shire) – 3:41
9. Through the Eyes of Love (Theme from Ice Castles) (Marvin Hamlisch, Carole Bayer Sager) – 3:28
10. Where or When (Lorenz Hart, Richard Rodgers) – 3:38